# Trichoniscus strasseri
Trichoniscus strasseri är en kräftdjursart som beskrevs av Karl Wilhelm Verhoeff 1938B. Trichoniscus strasseri ingår i släktet Trichoniscus och familjen Trichoniscidae. Inga underarter finns listade i Catalogue of Life.